# Плавецки Штврток
Плавецки Штврток (слч. Plavecký Štvrtok) насељено је мјесто са административним статусом сеоске општине (слч. obec) у округу Малацки, у Братиславском крају, Словачка Република.

## Становништво
| Година:    | 1994. | 2004.    | 2014.   | 2024.    |
| ---------- | ----- | -------- | ------- | -------- |
| Број људи: | 1945  | 2296     | 2353    | 2609     |
| Разлика:   |       | +18,04 % | +2,48 % | +10,87 % |

| Година:    | 2023. | 2024.   |
| ---------- | ----- | ------- |
| Број људи: | 2619  | 2609    |
| Разлика:   |       | -0,38 % |

Према подацима о броју становника из 2024. године насеље је имало 2609 становника.